# Lévon Ananyan
Lévon Ananyan (en arménien : Լեւոն Անանյան), né le 13 octobre 1946 et mort le 2 septembre 2013, est un écrivain, journaliste et traducteur arménien. Il est le fondateur de la maison d'édition « Apollon » en 1992.

## Biographie
Né en Koghb, dans la région de Tavush, Lévon Ananyan est diplômé du département de philologie de l'université d'État d'Erevan. Il travaille d'abord pour un certain nombre de journaux de l'État d'Arménie. Pendant vingt-cinq années, il œuvre aussi pour la revue littéraire Garoun.
En 1989, il devient membre de l'Union des écrivains d'Arménie et, de 1990 à 2001, il devient le rédacteur en chef de Garoun. En 2001, il est élu président de l'Union des écrivains d'Arménie, dont il est réélu en 2009. Il enseigne ensuite à l'université d'État d'Erevan, au département du journalisme. Il est aussi le président de la Noyemberyan ONG et il est membre de l'Union des journalistes. Il rédige de nombreux articles sur les questions sociales et politiques imprimés dans la presse d'État.
La fondation de la maison d'édition « Apollon » en 1992 offre une première ouverture pour l'Arménie à des œuvres traduites de la littérature mondiale.
Lévon Ananyan est aussi connu pour avoir traduit et publié des livres russes et anglais en langue arménienne.
Il meurt des suites d'un cancer le 2 septembre 2013.

## Publications
- Racines et feuillage, Erevan, 1987.
- Drame sur scène et à l'écran, Erevan, 1996.
- Agitation, Erevan, 2004.
- Un souvenir, (recueil de poèmes en arménien), Erevan, Zangak 97, 2006  (ISBN 99941-1-245-7)
- Éloge de la langue arménienne (poèmes en arménien), Erevan, HGM Éditions de l'Union des écrivains arméniens, 2006
- Terre blanche, souvenir rouge (anthologie en arménien), Erevan, HGM, 2008  (ISBN 99941-74-95-9)

## Traductions du russe et de l'anglais vers l'arménien
- Statue russe contemporaine, Erevan, 2005.
- Ray Bradbury, Fahrenheit 451, Erevan, 1986.